# Parabrizalina
Parabrizalina es un género de foraminífero bentónico de la subfamilia Siphogenerinoidinae, de la familia Siphogenerinoididae, de la superfamilia Buliminoidea, del suborden Buliminina y del orden Buliminida. Su especie tipo es Bolivina porrecta. Su rango cronoestratigráfico abarca el Holoceno.

## Discusión
Clasificaciones previas incluían Parabrizalina en el suborden Rotaliina del orden Rotaliida. Clasificaciones más modernas consideran Parabrizalina un sinónimo posterior de Loxostomina.

## Clasificación
Parabrizalina incluye a las siguientes especies:
- Parabrizalina amygdalaeformis
- Parabrizalina limbata
  - Parabrizalina limbata robusta

Otra especie considerada en Parabrizalina es:
- Parabrizalina porrecta, aceptado como Loxostomina porrecta